# Dou
Pour les articles homonymes, voir Dou (homonymie).
Dou est un astérisme de l'astronomie chinoise. Il est décrit dans le traité astronomique du Shi Shi qui recense les astérismes construits à partir des étoiles les plus brillantes du ciel. Hou se compose de cinq étoiles de luminosité contrastée, situées à cheval des constellations occidentale d'Hercule et d'Ophiuchus.

## Composition
Les étoiles de Dou ne sont pas toutes lumineuses, leur magnitude apparente s'étalant de 3,2 à 5,2. Leur identification se fait essentiellement par élimination, à partir des étoiles les plus brillantes depuis lesquelles sont recherchées les étoiles de luminosité moindre collant à la forme générale de l'astérisme tel qu'il est représenté sur les cartes du ciel issues du monde chinois. L'astérisme à une forme évoquant un point d'interrogation couché sur le côté gauche. Les étoiles le composant sont, d'est en ouest :
- κ Ophiuchi (magnitude apparente 3,2)
- ι Ophiuchi (4,4)
- i Herculis (5,2)
- k Herculis (5,5)
- l Herculis (5,2)

## Symbolique
Dou est situé dans un vaste ensemble appelé Tianshi, correspondant à un marché céleste, comprenant à la fois les éléments d'une cour royale, et des éléments liés au commerce. Dou fait partie des astérismes directement en rapport avec le commerce, représentant lui-même un étalon de mesure de poids ou de volume pour le grain ou des liquides.

## Astérismes associés
Si de nombreux astérismes situés dans le marché céleste Tianshi sont en rapport avec la cour de l'empereur (tels Dizuo, son trône, Hou un superviseur ou un astrologue, Huanzhe des administrateurs eunuques), d'autres sont plus manifestement en rapport avec le commerce, tels Hu, un autre étalon de mesure, Tusi, Bodu et Chesi, trois magasins (boucherie, vêtements et chariots, respectivement), et Liesi, une rue commerçante. À proximité de Tianshi, mais à l'extérieur de l'astérisme dont les étoiles symbolisent un mur d'enceinte, se trouvent entre autres Dongxian et Xixian, un palais de justice servant à juger les vendeurs malhonnêtes, et Fa, un fouet destiné à punir les tricheurs.

## Référence
- (en) Sun Xiaochun et Jakob Kistemaker, The Chinese sky during the Han, New York, Éditions Brill, 1997, 247 p. (ISBN 9004107371), page 149.